# 米格雷特钟楼
米格雷特钟楼（西班牙语：El Miguelete；巴伦西亚语：Torre del Micalet）是西班牙巴伦西亚主教座堂的一座钟楼，其建造始于1381年，完成于1429年。第一位建筑师是安德烈·朱利亚（Andrés Juliá，1381年）。
米格雷特钟楼是一座哥特式风格的塔楼， 总高63米，八角形，有207个台阶。

## 历史

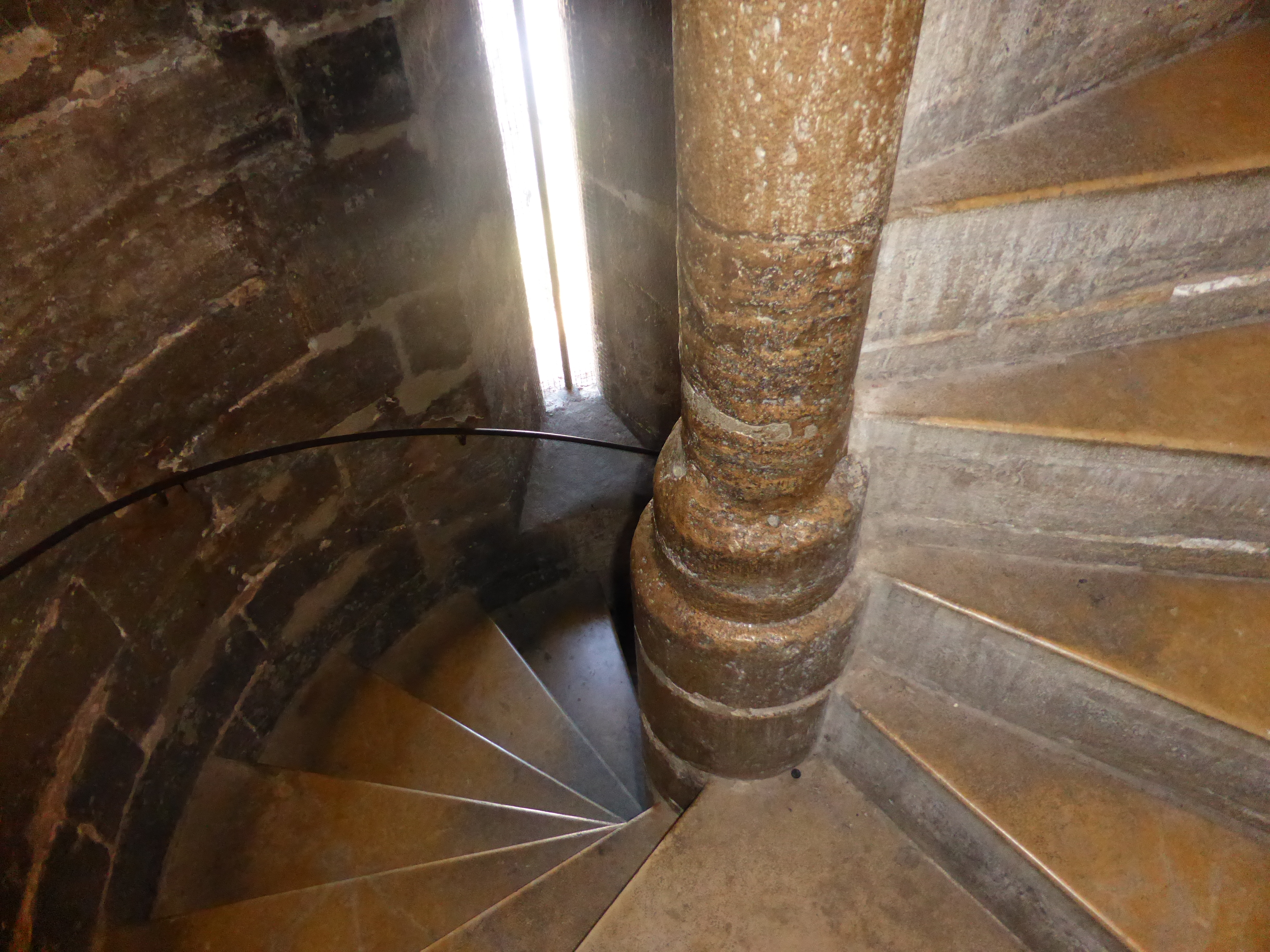
塔内的旋转楼梯

它最初是一座独立的塔楼，在15世纪末扩建中殿时并入主教座堂。

## 图册

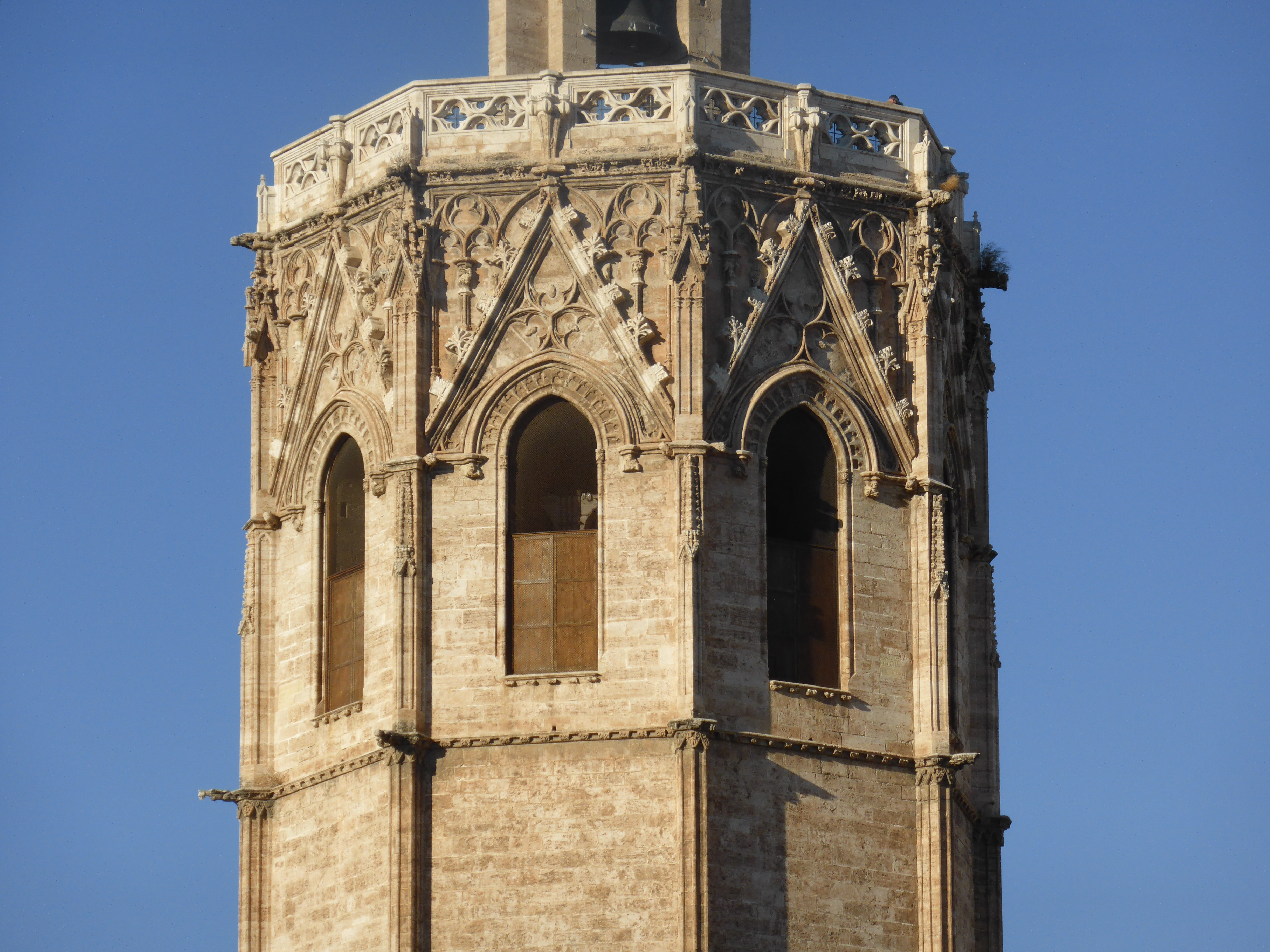
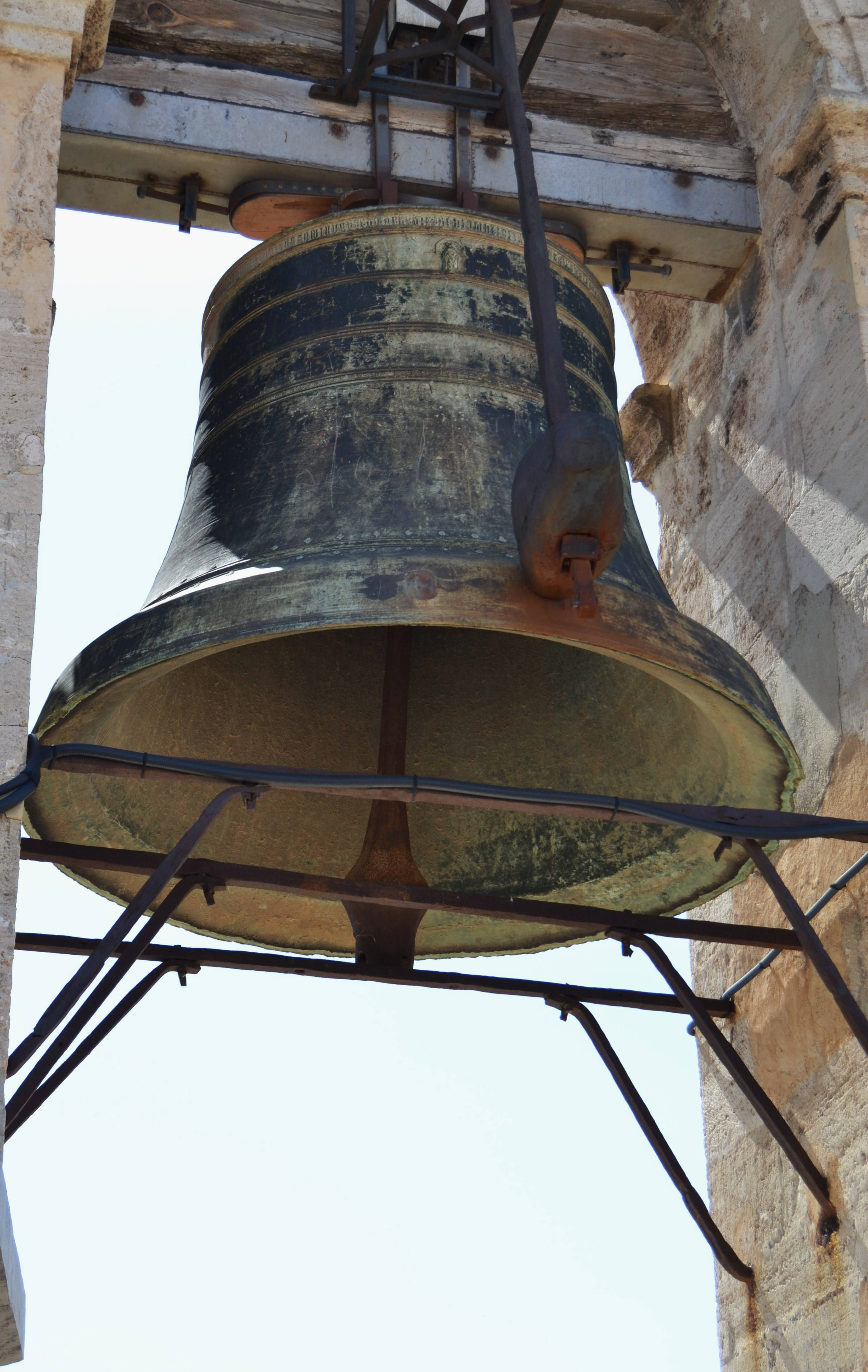
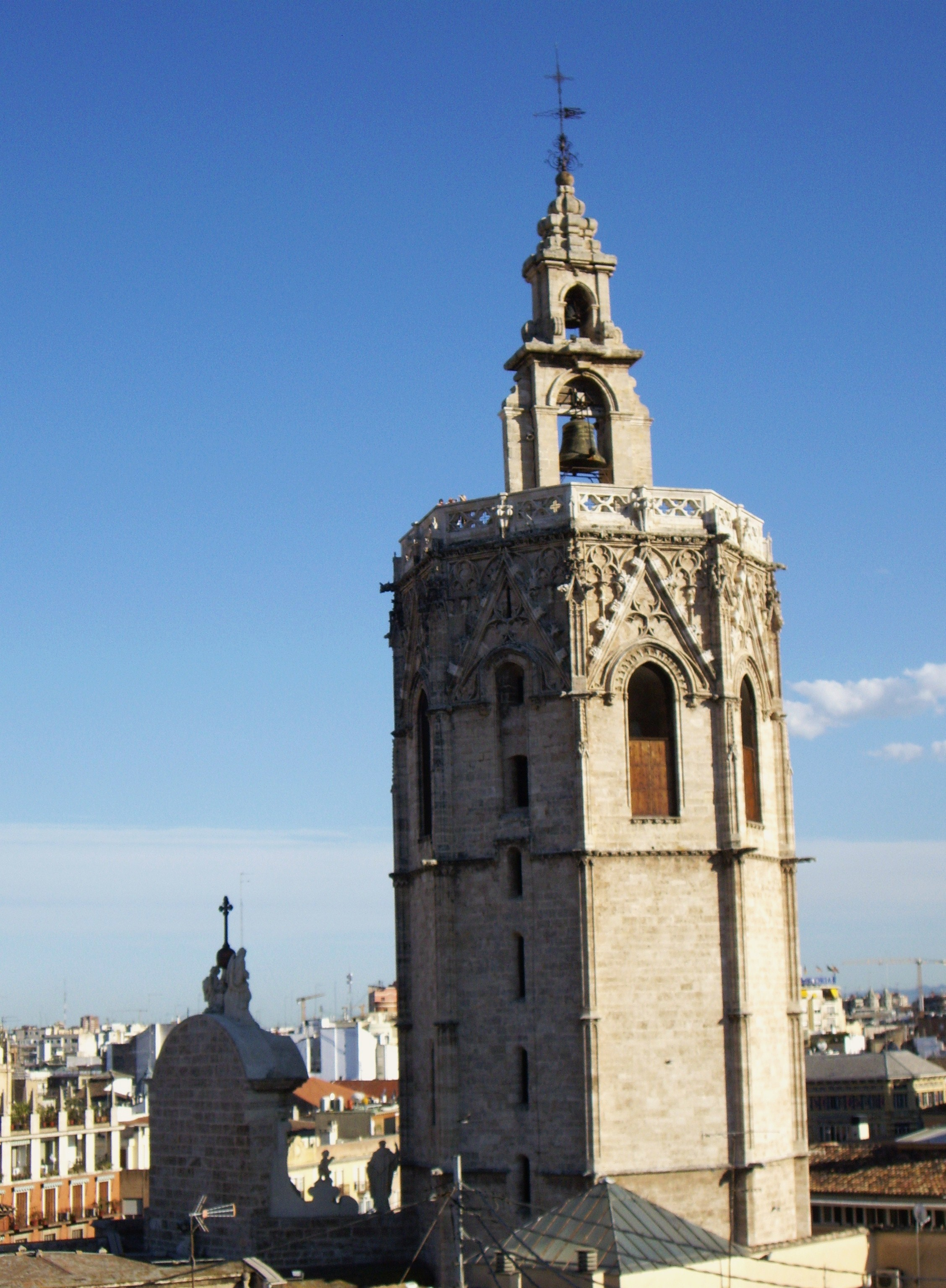